# ميري آكلة الأحلام
ميري آكلة الأحلام (باليابانية: 夢喰いメリー، بالروماجي: Yumekui Merī) (بالإنجليزية: Dream Eater Merry)‏ هي سلسلة مانغا يابانية من تأليف ورسم أوشيكي يوشيتاكا، نشرت من قبل هوبونشا في مجلة Manga Time Kirara Forward، منذ 10 أغسطس عام 2008 حتى 24 نوفمبر 2020، وتكونت من 24 مجلدًا. أنتجت إلى أنمي تلفزيوني من قبل استوديو جاي سي ستاف، عرض الأنمي في 7 يناير عام 2011 واستمر عرضه حتى 8 أبريل عام 2011، وتكون من 13 حلقة.

## القصة
تدور أحداث القصة عن يوميجي فوجيوارا هو فتى مثل بقية الفتيان، بعد حادث وقع له قبل 10 سنوات اكتسبت يوميجي القدرة على رؤية أحلام الناس والتنبؤ بالأحلام المقبلة.

## الشخصيات
ميري نايتمير (باليابانية: メリー・ナイトメア، بالروماجي: Merī Naitomea)
مؤدية الصوت: أياني ساكورا
يوميجي فوجيوارا (باليابانية: 藤原 夢路، بالروماجي: Fujiwara Yumeji)
مؤدي الصوت: نوبوهيكو أوكاموتو
إيسانا تايتشيبانا (باليابانية: 橘 勇魚، بالروماجي: Tachibana Isana)
مؤدية الصوت: آي كايانو
يوي كوناغي (باليابانية: 光凪 由衣، بالروماجي: Kōnagi Yui)
مؤدية الصوت: توموكو أكيا
إيجي ثريبيس (الحديقة) (باليابانية: 「双月花 (ガーデン)」エンギ・スリーピース، بالروماجي: Ga-den Engi Surīpīsu)
مؤدية الصوت: أيا إندو
جون دوي (الكرسي) (باليابانية: 「追跡者(チェイサー)」 ジョン・ドゥ، بالروماجي: Cheisā Jon Du)
مؤدي الصوت: جوجي ناكاتا
هرقل (فاروس) (باليابانية: 「灯台 (ファロス)」 エルクレス، بالروماجي: Farosu Erukuresu)
مؤدي الصوت: كينتا مياكي
لاندسبورو (المتاهة) (باليابانية: 「迷路 (メイズ)」 ランズボロー، بالروماجي: Meizu Ranzuborō)
مؤدي الصوت: هيرويوكي يوشينو
تاكاتيرو أكياناغي (باليابانية: 秋柳 貴照، بالروماجي: Akiyanagi Takateru)
مؤدي الصوت: شينوسكي تاتشيبانا
ساكي كيريشيما (باليابانية: 霧島 咲، بالروماجي: Kirishima Saki)
مؤدي الصوت: ماريا إيسي
مي هوشينو (باليابانية: 星野 鳴، بالروماجي: Hoshino Mei)
مؤدية الصوت: ناتسومي تاكاموري
ناو هوري (باليابانية: 堀江 菜桜، بالروماجي: Horie Nao)
مؤدية الصوت: ماسومي أسانو
العجوز تاتشيبانا (باليابانية: 橘のおやっさん، بالروماجي: Tachibana no Oyassan)
مؤدي الصوت: كيجي فوجيوارا
تشيزورو كاوانامي (باليابانية: 河浪 千鶴، بالروماجي: Kawanami Chizuru)
مؤدية الصوت: كانا أويدا
ليسشن (باليابانية: レスティオン، بالروماجي: Resution)
مؤدي الصوت: تاكايا كورودا
ريوتا إيجيما (باليابانية: 飯島 良太، بالروماجي: Iijima Ryōta)
مؤدي الصوت: كينيتشي سوزومورا
ميستليتين (باليابانية: ミストルティン، بالروماجي: Misutorutin)
مؤدية الصوت: سايوري ياهاغي
باليت (باليابانية: パレイド، بالروماجي: Pareido)
مؤدية الصوت: كيميكو كوياما

## وصلات خارجية
- ميري آكلة الأحلام على موقع تي بي أس
- ميري آكلة الأحلام على موقع ANN manga (الإنجليزية)